# Làbrid netejador

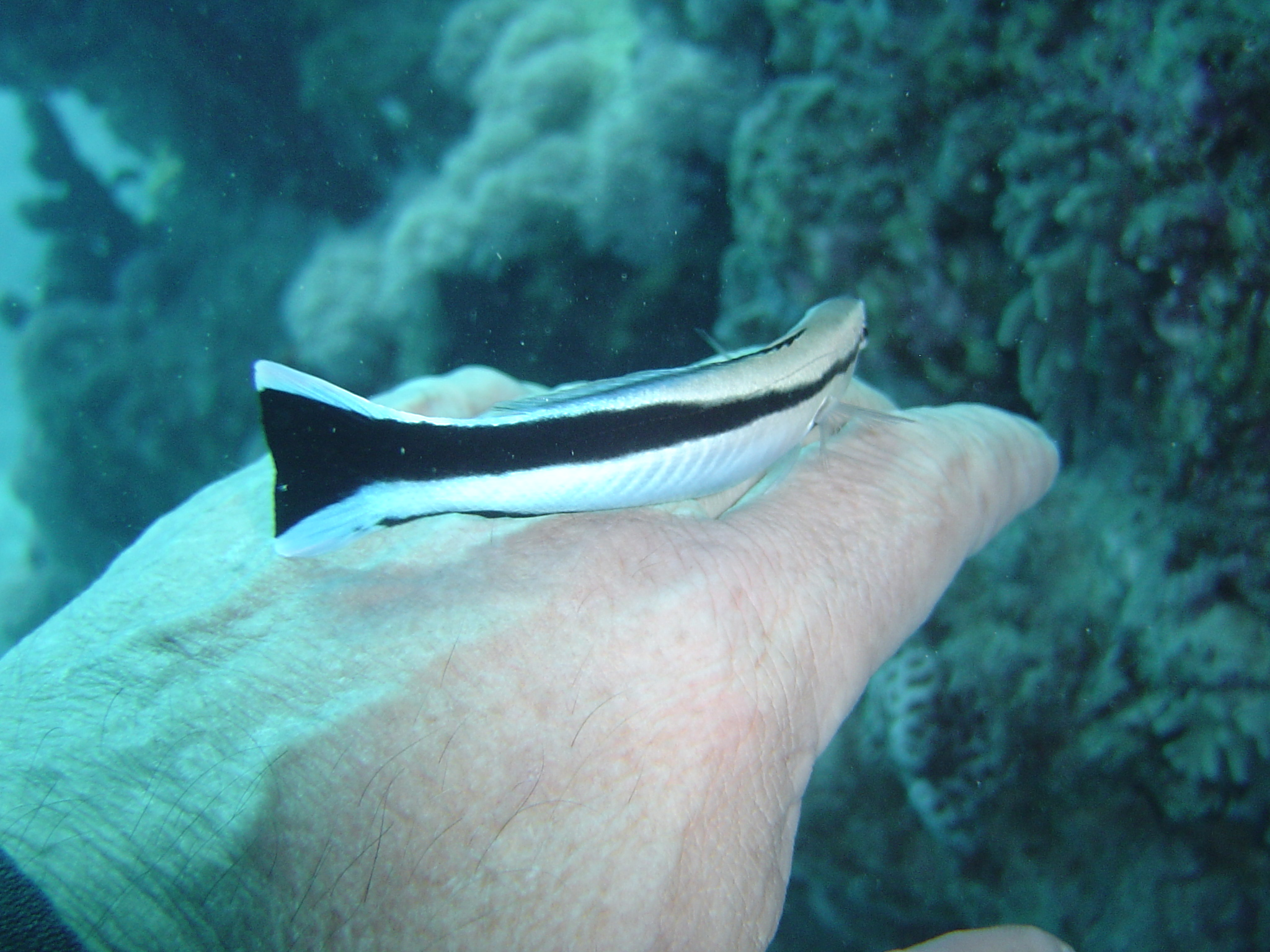
Un làbrid netejador al costat d'una mà

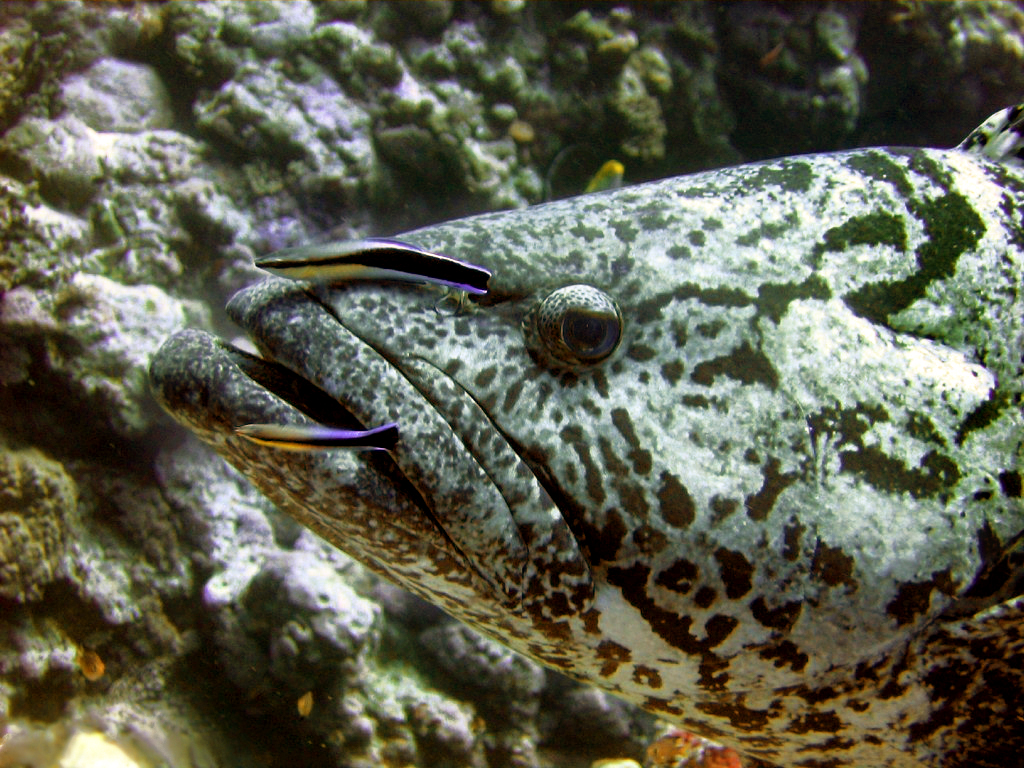
Dos làbrids netejadors netejant un Epinephelus tukula.

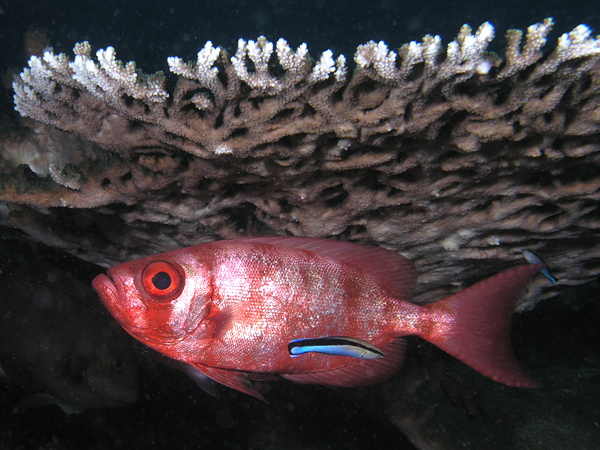
Exemplar netejant un Priacanthus hamrur.

El làbrid netejador (Labroides dimidiatus) és una espècie de peix de la família dels làbrids i de l'ordre dels perciformes.

## Morfologia
- Els mascles poden assolir els 14 cm de longitud total[4]
- 9 espines i 10-11 radis tous a l'aleta dorsal i 3 espines i 10 radis tous a l'anal.
- 50-52 escates a la línia lateral.[5][6]

## Reproducció
És monògam i hermafrodita.

## Alimentació
Es nodreix de crustacis ectoparàsits i mucositat d'altres peixos.

## Hàbitat
És un peix marí, associat als esculls i de clima tropical (24 °C-28 °C; 30°N-30°S) que viu entre 1 i 40 m de fondària (normalment, entre 1 i 30).

## Distribució geogràfica
Es troba des del Mar Roig i l'Àfrica oriental fins a les Illes de la Línia, les Illes Marqueses i el sud del Japó.

## Costums
Alguns adults són solitaris i territorials.

## Longevitat
La seua esperança de vida és de quatre anys.